# Ministère de l'Agriculture (république de Chine)
Pour les articles homonymes, voir Ministère de l'Agriculture.
Le ministère de l'Agriculture (officiellement en anglais : Ministry of Agriculture (MOA), en chinois traditionnel : 農業部 ; pinyin : Nóngyè bù) est un des ministères de la branche exécutive du gouvernement de la république de Chine (en), chargé des affaires liées à l'agriculture.

## Histoire
Lors de la fondation de la république de Chine en 1912, un ministère des Industries de base est mis en place, traitant entre autres des questions relatives à l'agriculture. Alors que l'année suivante l'entité est séparée en deux, l'une pour l'agriculture et la sylviculture, l'autre pour l'industrie et le commerce, elles sont à nouveau rassemblées en 1914, sous le nom de ministère de l'Agriculture et du Commerce. En 1925, le ministère des Industries est instauré, mais sera renommé ministère de l'Agriculture et de la Pêche sous l'égide du Yuan exécutif vers 1928, date de la fin de l'expédition du Nord. En 1930, le ministère des Industries est à nouveau reformé. Ce dernier devient en 1938 le ministère des Affaires économiques, comprenant notamment un département de l'Agriculture et de la Sylviculture ; le département obtient le statut de ministère en 1940. En avril 1941, une nouvelle réforme de guerre réduit le rang du ministère, en tant qu'administration de l'Agriculture et de la Sylviculture.
Alors que le gouvernement de la république de Chine se retire sur l'île de Taïwan vers 1949, un département de l'Agriculture est créé sous l'égide du ministère des Affaires économiques, avant d'être renommé peu après département de l'Agriculture et de la Sylviculture en parallèle d'une augmentation de son périmètre d'action. Il devient en novembre 1981 le bureau de l'Agriculture du ministère des Affaires économiques. Le 20 juillet 1984, le bureau de l'Agriculture et le conseil de la Planification et du Développement agricole fusionnent pour donner naissance au conseil de l'Agriculture.
Le 1er août 2023, le conseil est remanié et élevé au statut de ministère, en tant que ministère de l'Agriculture,, afin de « mieux promouvoir le développement rural et le bien-être des agriculteurs et des pêcheurs locaux ».

## Liste des ministres
En tant que ministère de l'Agriculture :
1. Chen Chi-chung (en) : 1er août 2023 au 21 septembre 2023[2]
— Chen Junne-jih (en) : intérim depuis le 21 septembre 2023[4]